# Тевааки, Каритааке
Каритааке Тевааки (англ. Karitaake Tewaaki; род. 1 декабря 1997) — кирибатийская легкоатлетка, выступающая в беге на короткие дистанции. Участница летних Олимпийских игр 2016 года.

## Биография
Каритааке Тевааки родилась 1 декабря 1997 года.
Начала заниматься лёгкой атлетикой, когда училась в девятом классе.
В июле 2016 года дебютировала на международном уровне, выступив на чемпионате Меланезии. На тот момент её личный рекорд в беге на 100 метров составлял 13,98 секунды. Помимо 100-метровки, она также выступала на чемпионате в беге на 200 метров.
В 2016 году вошла в состав сборной Кирибати на летних Олимпийских играх в Рио-де-Жанейро. В беге на 100 метров заняла в забеге 1/8 финала последнее, 8-е место, показав результат 14,70 секунды и уступив 2,58 секунды попавшей в четвертьфинал с 3-го места Зайдатул Хуснии Зулькифли из Малайзии.